# Okai Charles
Okai Charles (29 de diciembre de 2003) es un deportista de Alemania que compite en atletismo. Ganó una medalla de bronce en el Campeonato Europeo de Atletismo Sub-20 de 2021, en la prueba de 4 × 400 m.